# NGC 2373
NGC 2373 é uma galáxia espiral (Sbc) localizada na direcção da constelação de Gemini. Possui uma declinação de +33° 49' 27" e uma ascensão recta de 7 horas, 26 minutos e 36,9 segundos.
A galáxia NGC 2373 foi descoberta em 20 de Fevereiro de 1849 por William Parsons.